# Schloss Weilar

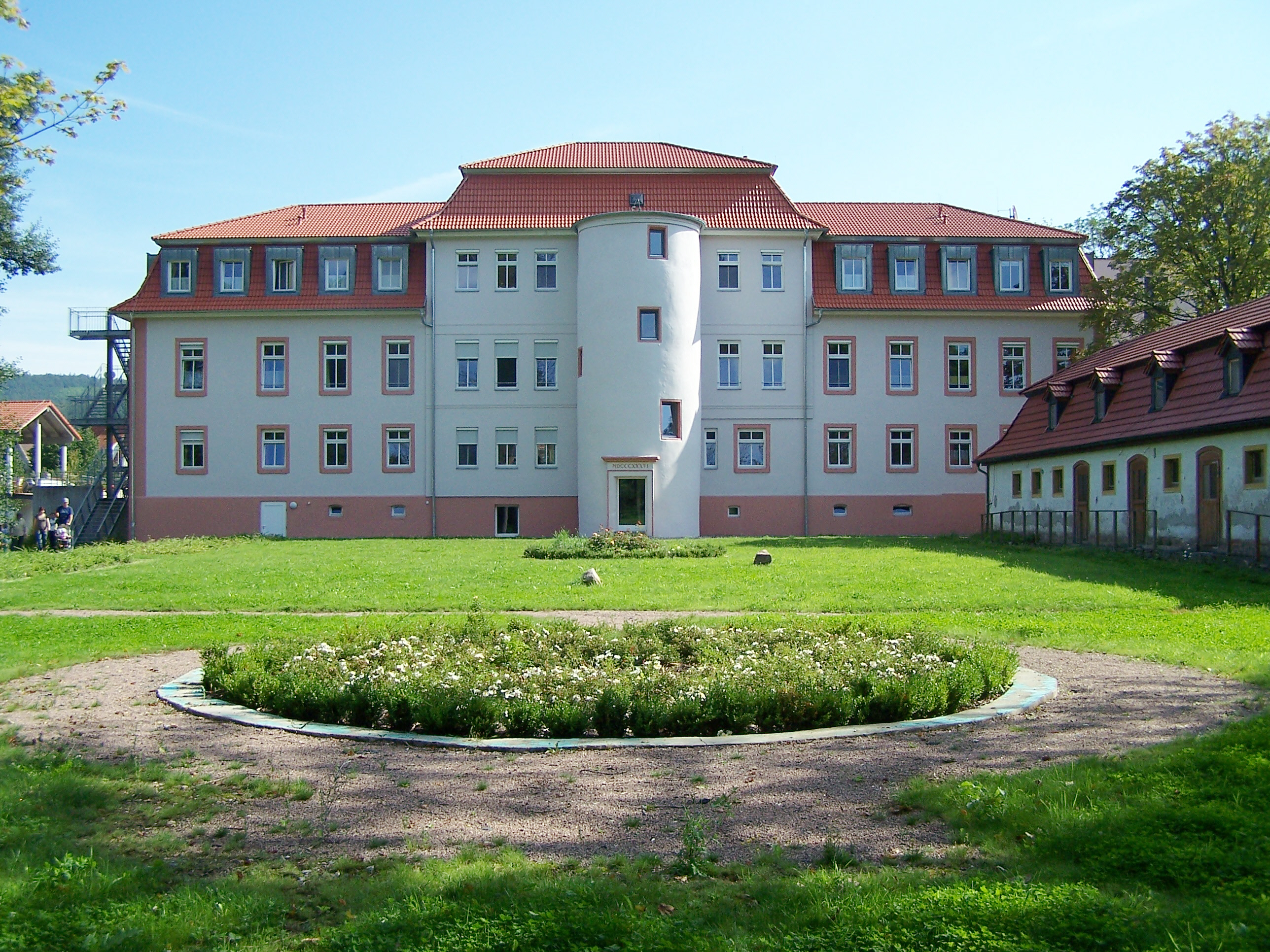
Das Schloss

Schloss Weilar steht in der Gemeinde Weilar in der Vorderrhön im Wartburgkreis in Thüringen.

## Geschichte
Eines der bedeutendsten Anwesen des Dorfes, das Schloss mit seiner Parkanlage, wurde 1153 erstmals urkundlich erwähnt. Es waren die Herren von Wilere, die das Haus erbauten. Die Gräben der Wasserburg waren mit dem Wasser der Felda gefüllt. 
Im Jahr 1520 bekamen die Boyneburgs vom Abt aus Hersfeld das Schloss zum Besitz. Bis dahin war der Komplex eine Wasserburg. Das heutige Schloss wurde im 18. Jahrhundert auf den Grundmauern der Wasserburg errichtet. Reste der Burgmauern sind noch vorhanden.
1945 mussten die Herrschaften das Schloss verlassen.
Flüchtlinge und Umsiedler fanden Unterschlupf, bis das Haus einem Kinderheim der Volkssolidarität diente. Später fanden Kriegsversehrte ein Obdach. Seit 1959 diente das Schloss als Feierabendheim.
Umfangreiche Erhaltungsmaßnahmen wurden im Dachgeschoss 1979 erforderlich, die jedoch das Aussehen des Schlosses stark veränderten. 1999 wurde das Altersheim aufgelöst.
Ab 16. Dezember 2005 wurde das neue Seniorenheim neben dem Schloss eingeweiht. Im Schloss erfolgen nunmehr Umbau- und Erhaltungsarbeiten, um der früheren Ansicht nahezukommen.